# Santuario nacional Cordillera de Colán
El santuario nacional Cordillera de Colán (SNCC) es un área protegida en el Perú. Se encuentra en el departamento de Amazonas, en las provincias de Bagua y Utcubamba.
Fue creado el 9 de diciembre del 2009, mediante Decreto Supremo Nº 021-2009-MINAN. Tiene una extensión de 39 215,80 hectáreas. Está ubicada en los distritos de Aramango y Copalín en la provincia de Bagua y en el distrito de Cajaruro en la provincia de Utcubamba.
Se encuentra en la ecorregión de las yungas peruanas, comprende bosques húmedos, bosques de neblina y el bosque enano. Las especies más destacas son Grallaricula ochraceifrons, Heliangelus regalis, Hemispingus rufosuperciliaris, Poecilotriccus luluae, Thripophaga berlepschi y Xenoglaux loweryi.